# Şarköy, Tufanbeyli
Şarköy là một xã thuộc huyện Tufanbeyli, tỉnh Adana, Thổ Nhĩ Kỳ. Dân số thời điểm năm 2009 là 448 người.